# 외남로 (경주시)
외남로(Oenam-ro)은 경상북도 경주시 양남면 양남사거리에서 시작하여, 외동읍을 거쳐 입실사거리까지 연결하는 도로이다.

## 노선 경로
- 양남로와 직결 (양남 방향)
  - 양남사거리 - 동해안로 (국도 제31호선)
- 기구1교 (하서천)
- 고기교 (하서천)
- 학천교 (하서천)
- 석읍교 (하서천)
  - 삼거리 명칭 미상 - 명주길 (국도 제14호선 ; 양북, 감포 방향)
  - 사거리 명칭 미상 - 읍청사로, 본동길
  - 입실사거리 - 입실로
- 손금1길 직결

## 주요 건물 및 시설
- 천불사 - 경상북도 경주시 양남면 외남로 813-9
- 그린비드골프장 - 경상북도 경주시 양남면 외남로 1377
- 영수아파트 - 경상북도 경주시 양남면 외남로 1773-128
- 한국농어촌공사 외동지소 - 경상북도 경주시 외동읍 외남로 1824
- 입실1리마을회관 - 경상북도 경주시 외동읍 양남로 1896